# قلملو
قلملو هي قرية في مقاطعة خدا أفرين، إيران. عدد سكان هذه القرية هو 12 في سنة 2006.